# HANEDA GLOBAL WINGS
HANEDA GLOBAL WINGS（ハネダ グローバル ウイングス）は、大田区が主体となって整備している東京都の再開発区域で、沖合展開事業によって移転した東京国際空港（羽田空港）の跡地にあたる。

## 概要
羽田空港では1984年（昭和59年）から2006年（平成18年）にかけて沖合展開事業が行われ、空港施設や滑走路が沖合に隣接して整備された埋立地に段階的に移転した。その跡地の大部分は再拡張事業による国際線地区（現在の第3ターミナルなど）の用地となったが、残る約53haが未利用地となった。この地は国有地であったことから、この地の利用については国土交通省、東京都、大田区、品川区からなる羽田空港移転問題協議会において検討が進められてきた。その結果、2008年（平成20年）3月28日に開催された第49回協議会において、跡地の土地利用の方向性を示した「羽田空港跡地利用基本計画」が策定され、2010年（平成22年）10月には、それを具体化した「羽田空港跡地まちづくり推進計画」がとりまとめられた。
2020年（令和2年）、これまで「羽田空港跡地」と呼ばれていた区域名称が「HANEDA GLOBAL WINGS」に決定した。

## 区域

### 第1ゾーン
第1ゾーンは「空港・市街地近接性を活かした創造と交流ゾーン」と位置付けられ、大田区のみならず日本全体の経済成長に資するため、官民連携により世界と地域をつなぐ「新産業創造・発信拠点〜HANEDAゲートウェイ〜」を形成することとしていた。

#### HANEDA INNOVATION CITY
2017年5月19日に鹿島建設を代表企業とする応募グループが事業者に決定し、HANEDA INNOVATION CITYが建設された。2020年（令和2年）7月3日に一部施設が開業し、2023年（令和5年）11月16日に全面開業となった。

### 第2ゾーン
第2ゾーンは「国際線地区に隣接することを活かした交流ゾーン」と位置付けられた。

#### 羽田エアポートガーデン
2016年、国土交通省は第2ゾーンの開発に向け、民間事業者を公募した。同年2月までに「住友不動産・東京国際空港プロジェクトチーム」、「日本空港ビル・京急・三菱地所・大成グループ」、ANAホールディングスを中心とする「グローバル・ウイングス羽田チーム」の3グループが応募し、最も評価の高かった「住友不動産・東京国際空港プロジェクトチーム」が選定された。住友不動産は区域に羽田エアポートガーデンを整備した。当初は2020年（令和2年）4月19日の開業を予定していたが、新型コロナウイルス感染症（COVID-19）の流行の影響で延期となり、2023年（令和5年）1月31日に全面開業となった。

#### ソラムナード羽田緑地
第2ゾーンの多摩川沿いには、羽田空港から飛び立つ飛行機を望み、自然あふれる多摩川が調和する全国でも稀な立地を活かし、周囲を一望できる「展望テラス」や「休憩施設」、「散策路」からなる親水緑地「ソラムナード羽田緑地」が大田区によって整備された。2019年（平成31年）4月1日に一部が開園した後、翌2020年4月に全長1.1キロの緑地が開園した。その後、河口部へ約0.9キロ拡張する都市計画の変更が2021年11月に決まり、2024年（令和6年）4月1日に全面開業した。